# Guimerville

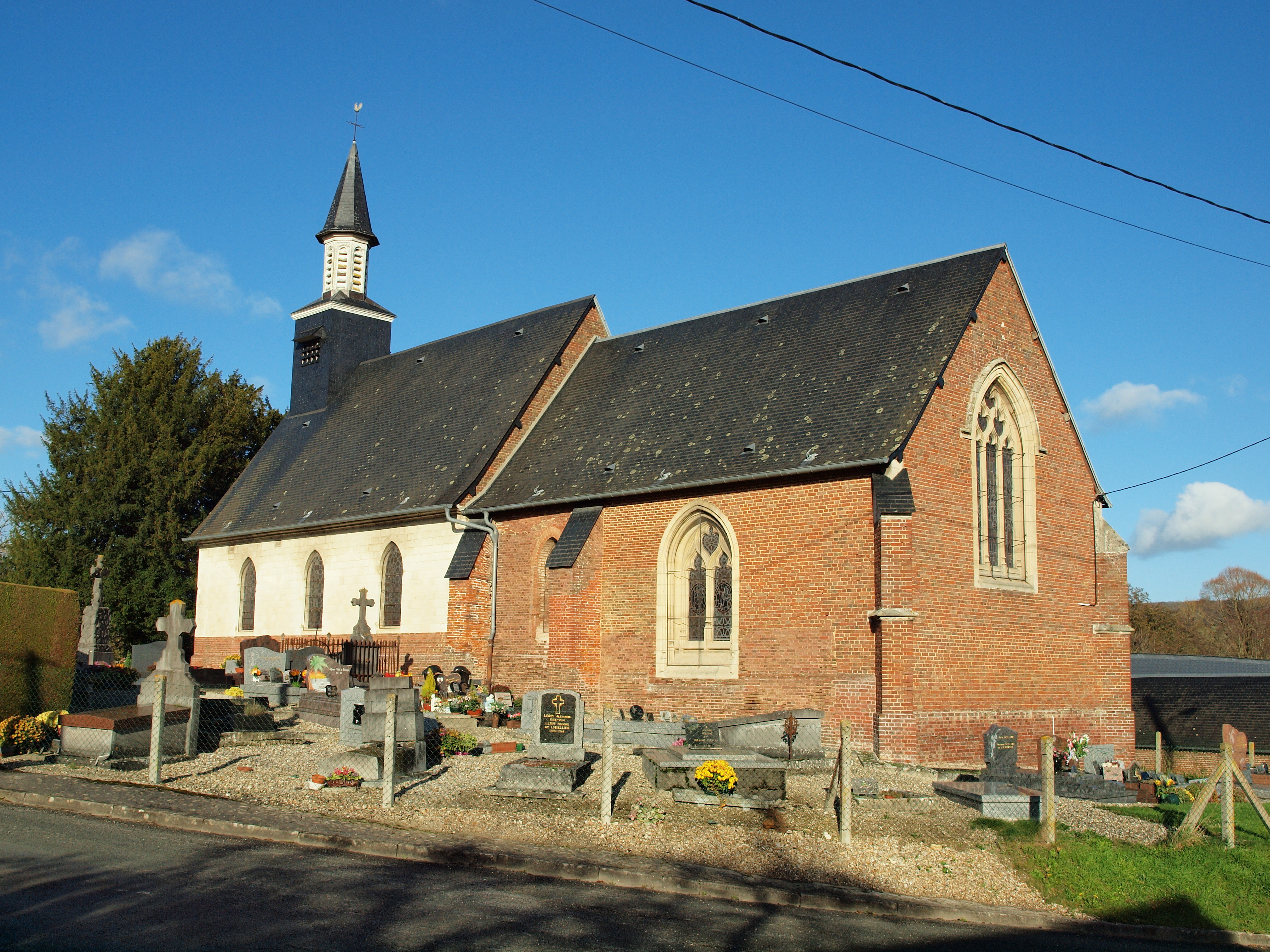
Ancienne église de Guimerville.

Guimerville est une ancienne commune du département de la Seine-Inférieure qui fut absorbée par la commune d'Hodeng-au-Bosc en 1823 ; elle est, depuis lors, un hameau de cette dernière.

## Activité économique

### La verrerie de Courval
Des lettres patentes de Mme la duchesse de Guise, comtesse d’Eu, du 9 janvier 1623, permirent à François le Vaillant, écuyer, sieur de Courval, d’établir une verrerie à plats en la basse forêt d’Eu, entre la Haye de Guimerville et Senarpont, à la charge de payer deux paniers de verre par an. Cette verrerie fut construite au lieu-dit Courval en la paroisse de Guimerville.
Une sentence du bailliage des Eaux et Forêts du comté d’Eu, du 27 juin 1628, lui permit de transporter son four sur une demi—acre de terre qui lui fut encore fieffée sur le bon plaisir de la comtesse d’Eu, à la charge de cinq sous de rente seigneuriale. Par un écrit sous seing privé du dix juillet 1632, reconnu devant notaire le 20 janvier 1634, le sieur de Courval promit de ne faire aucune construction sur les trois acres de terre à lui fieffées le 4 mai 1628.
La verrerie de Courval fut ensuite possédée par Jean le Vaillant, écuyer, sieur de Sainte-Beuve, frère du sieur de Courval. D’après M. Estancelin, M. le Vaillant de Sainte-Beuve l'a vendue, en 1662, à André de Monchy, seigneur et marquis de Senarpont. En la même année, un second four de verrerie, où l‘on faisait du cristal, existait à Courval.
Le 2 juin 1662, un acte de société pour l’exploitation de cette petite verrerie intervint entre Honorat de Barniolles, sieur de Drizancourt, Léonard de Barniolles, sieur des Blains et Jean de la Mérye, tous trois écuyers. Ils entreprenaient cette verrerie pour, est-il dit dans l’acte, « y faire et fassonner verre crystal. » Le sieur de Drizancourt, l’un des trois entrepreneurs, étant mort peu de temps après l’association, Pierre de Barniolles, aussi écuyer, sieur du Mast, son frère et donataire, lui succéda dans la société et, par acte passé devant le notaire de Senarpont, le 8 avril 1664, il céda à ses deux co-associés tous ses droits dans la société. Des contestations étant survenues, après cette cession, entre les sieurs des Blains et de la Mérye, un procès-verbal constata qu'il se trouvait dans leur verrerie, entre autres produits, « 1,800 de chambourin et de 200 de pesant de glasse de rebust. » On faisait donc des glaces à Courval en 1664.
On lit dans la Collection de Cartes par M. Estancelin, à l'article concernant cette manufacture : « Depuis 1665 jusques en 1668, on y a travaillé glaces, miroirs, lustres. »
Il résulte en outre d’une statistique générale sur les verreries de la Seine—Inférieure, dressée un peu avant l’an 1808 (3) qu’on a fabriqué à Courval des glaces à l'instar de Saint-Gobain, que ce travail n'a cessé qu’à cause du privilège exclusif que les entrepreneurs de cette manufacture ont fait valoir contre l’établissement de Courval et que la verrerie de Courval a pris le parti de travailler en cristaux.
La réunion de ces documents prouve suffisamment la fabrication des glaces à Courval.
Jean le Vaillant de Saint-Beuve, après avoir vendu la verrerie de Courval au marquis de Senarpont, fut directeur de la verrerie de Rougefossé près Montmirail, transformée en glacerie.
La famille de Barniolles excellait dans l'art de faire des glaces. Jean de Barniolles, qui pouvait être le même que le Jean de Barniolles, père d’Honorat de Barniolles, soutenait, le 17 juin 1638, devant la Cour du Parlement de Normandie, que « ses ouvrages en verre et principalement aux glaces de miroirs, égalaient en perfection les plus rares pièces de Venise. »
L’association qui devait se continuer, après la cession du 8 avril 1664, entre les sieurs des Blains et de la Mérye, n'eut pas une longue durée. En 1665, le sieur de la Mérye exploitait la verrerie avec Claude de Massy, « gentilhomme venu de pays éloignez.»
Une transaction intervenue devant le notaire de Blangy-sur-Bresle, le 20 janvier 1667, entre le marquis de Senarpont et Henri de Virgille, alors maître de la verrerie de Saint-Riquier-en-Rivière, fait supposer que le four de verrerie dont l’exploitation avait été entreprise, en 1662, par MM. de Barniolles et de la Mérye, avait été détruit en totalité ou en partie.
Le 22 octobre 1671, le marquis de Senarpont obtenait de S. A. R. la comtesse d’Eu, des lettres de confirmation du droit de « tenir deux verreries, une de gros verre, l'autre de cristal, au lieu-dit Courval, en la forêt d’Eu, » ainsi que la permission en avait été donnée à ses prédécesseurs.
En 1768, Charles-Henri-Nicolas-Othon, prince d’Orange et de Nassau-Siegen, petit-fils de Marie-Madeleine-Josephe de Monchy, était propriétaire de la verrerie de Courval, alors « la seule du comté d’Eu où l’on travaillait en vases de toutes espèces. » Le prince de Nassau-Siegen la vendit en 1774, à M. De Cormeille.
L'état des verreries de l'arrondissement de Neufchâtel, adressé le 5 septembre 1808 par le sous-préfet au préfet, comprend celle de Courval, comme étant alors exploitée par M. Alexandre De Cormeille, son propriétaire, occupant 110 ouvriers de tout genre et produisant « menus ouvrages, tels que verres, vases de toute espèce, soit pour la chimie, soit pour les usages de la table. » On lit dans la colonne des observations: « Il y avait ordinairement deux fours, mais la stagnation du commerce et la cherté des bois ont obligé à n'en allumer qu'un. »
Selon l'état des usines minérallurgiques en activité dans la Seine-Inférieure, adressé, le 26 mars 1818, par l‘Ingénieur des mines à M. le Préfet, « on faisait à la verrerie de Courval de la « verroterie verte et blanche »
En 1933, le soufflage à la bouche est remplacé par la fabrication semi-automatique. En 1971, une nouvelle usine hautement mécanisée est bâtie à Guimerville même, le long de la Bresle, pour remplacer progressivement le site originel de Courval. Quatre lignes de fabrication de flacons y sont en production en 1975.